# Leivinha
João Leiva Campos Filho (bedre kendt som Leivinha) (født 11. september 1949 i Novo Horizonte, Brasilien) er en tidligere brasiliansk fodboldspiller, der repræsenterede Brasiliens landshold ved VM i 1974 i Mexico. I alt nåede han at spille 21 landskampe og score syv mål for brasilianerne.
Leivinha spillede på klubplan for Portuguesa, Palmeiras og São Paulo, samt for Atlético Madrid i Spanien. Han vandt både det brasilianske mesterskab med Palmeiras og det spanske med Atletico.
Leivinha er onkel til en anden brasiliansk landsholdsspiller, Lucas Leiva.